# 樊学乡
樊学乡是中国陕西省榆林市定边县下辖的一个乡。

## 行政区划
樊学乡下辖以下行政区：
白狼岔村、樊学村、焦掌村、李庄科村、刘天池村、马北掌村、马坊掌村、乔要先村、寺沟村、田尔台村、张沟村、张山村